# Chip Taylor
Chip Taylor (nascido James Wesley Voight, 21 de março de 1940) é um compositor americano, conhecido por escrever "Angel of the Morning" e "Wild Thing".

## Biografia
Ele é irmão do ator Jon Voight e do geólogo Barry Voight e tio da atriz Angelina Jolie e do ator James Haven. Taylor frequentou a Arcebispo Stepinac High School em White Plains, Nova Iorque. Em 1961, Taylor frequentou a Universidade de Hartford em Hartford, Connecticut por um ano.